# Ivan Pešić
Ivan Pešić (* 17. März 1989 in Rijeka, Jugoslawien) ist ein kroatischer Handballtorwart.

## Vereinskarriere
Die ersten Jahre als Aktiver spielte Pešić in seiner Heimatstadt Rijeka bei RK Zamet und mit Förderlizenz beim kroatischen Zweitligisten RK Senj. Anschließend spielte er für den ungarischen Spitzenverein MKB Veszprém, mit dem er in der Saison 2008/09 Meisterschaft und Pokal gewann, sowie den kroatischen Erstligisten RK Zagreb, mit dem er jeweils dreimal das Double errang. 2012 wechselte er zum slowenischen Klub RK Maribor Branik. Nach einer Saison unterschrieb er beim belarussischen Verein Brest GK Meschkow, mit dem er 2014, 2015, 2016, 2017, 2018, 2019, 2020 und 2021 Meister sowie 2014, 2015, 2016, 2017, 2018, 2020 und 2021 Pokalsieger wurde. Im November 2021 wurde sein Vertrag mit Brest aus medizinischen Gründen aufgelöst. Kurz darauf wurde er vom deutschen Bundesligisten TVB 1898 Stuttgart bis zum Saisonende verpflichtet. Seit der Saison 2022/23 läuft er für HBC Nantes auf. Mit Nantes gewann er 2022 den Trophée des Champions sowie 2023 und 2024 die Coupe de France.

## Nationalmannschaft
Mit der kroatischen Jugend-Nationalmannschaft gewann Pešić 2006 die Goldmedaille bei der U-18-Europameisterschaft und 2007 bei der U-19-Weltmeisterschaft die Silbermedaille.
2008 debütierte er für die kroatische Männer-Handballnationalmannschaft und bestritt 77 Länderspiele. Bei den Mittelmeerspielen 2013 gewann er mit Kroatien ebenfalls die Silbermedaille. Er stand im Aufgebot für die Olympischen Spiele 2016 in Rio de Janeiro, wo der 5. Rang erreicht wurde. Zudem nahm er an den Europameisterschaften 2018 und 2022 sowie den Weltmeisterschaften 2017 und 2021 teil. Bei der Weltmeisterschaft 2025 bestritt Pešić alle neun Partien und gewann mit Kroatien die Silbermedaille. Nach der Weltmeisterschaft 2025 gab er bekannt, seine Karriere in der Nationalmannschaft beenden zu wollen.

## Sonstiges
Bei einer Messerstecherei in einem Tanzlokal wurde er durch einen Messerstich so schwer verletzt, dass ihm eine Niere entfernt werden musste. Sein Mannschaftskamerad Marian Cozma verstarb nach zwei Messerstichen ins Herz, ein anderer Kollege, Žarko Šešum, erlitt aufgrund heftiger Tritte gegen den Kopf einen Schädelbruch.